# 冠山透鏡蝸牛
冠山透鏡蝸牛（Otesiopsis kanumuriyamensis）是柄眼目鳖甲蜗牛科透镜蜗牛属的一种。

## 分佈
見於日本本州（模式產地）岐阜縣周邊冠山山區的近危物种，被列入國際自然保護聯盟瀕危物種紅色名錄。

## 外部連結
- 維基物種上的相關：冠山透鏡蝸牛